# 국제 대학 스포츠 연맹
국제 대학 스포츠 연맹(FISU, 프랑스어: Fédération internationale du sport universitaire, 영어: International University Sports Federation)은 국제적인 대학스포츠를 통할하며 동·하계 유니버시아드를 주최하는 국제 스포츠 단체이다. 1949년에 벨기에 브뤼셀에서 설립하였고 2012년에 본부를 스위스 로잔으로 이전했다. 대한민국은 1967년에 가입하였으며, 현재 집행위원장은 올레크 마티친이다.

## 같이 보기
- 세계 대학 경기 대회